# Мантыцкий, Александр Викентьевич
Александр Викентьевич Мантыцкий (род. 6 ноября 1955) — советский и российский дипломат. Чрезвычайный и полномочный посол (2021).

## Биография
Окончил Московский государственный институт международных отношений (МГИМО) МИД СССР (1984). Владеет хинди и английским языками. На дипломатической работе с 1984 года.
- В 1984—1989 годах — сотрудник Посольства СССР в Непале.
- В 1991—1996 годах — сотрудник Генерального консульства России в Карачи (Пакистан).
- В 1998—2002 годах — сотрудник Посольства России в Индии.
- В 2003—2004 годах — начальник отдела Третьего департамента Азии МИД России.
- В 2004—2005 годах — начальник отдела Второго департамента Азии МИД России.
- В 2005—2010 годах — генеральный консул в Мумбаи (Индия).
- В 2010—2011 годах — начальник отдела Второго департамента Азии МИД России.
- В 2011—2014 годах — заместитель директора Второго департамента Азии МИД России.
- С 18 ноября 2014 по 29 апреля 2020 года — чрезвычайный и полномочный посол Российской Федерации в Афганистане[1][2]. Верительные грамоты вручил 29 декабря 2014 года.
- С 19 мая 2021 по 30 октября 2024 года — чрезвычайный и полномочный посол Российской Федерации в Бангладеш[3][4]. Верительные грамоты вручил 12 августа 2021 года.

## Дипломатический ранг
- Чрезвычайный и полномочный посланник 2 класса (18 июля 2007)[5].
- Чрезвычайный и полномочный посланник 1 класса (8 июля 2016)[6].
- Чрезвычайный и полномочный посол (28 декабря 2021)[7].

## Награды
- Орден Дружбы (14 октября 2021) — За большой вклад в реализацию внешнеполитического курса Российской Федерации и многолетнюю добросовестную дипломатическую службу[8].
- Медаль ордена «За заслуги перед Отечеством» II степени (16 апреля 2009) — За большой вклад в реализацию внешнеполитического курса Российской Федерации и многолетнюю добросовестную работу[9].

## Семья
Женат, имеет двух сыновей.